# Hovnatanian
Les Hovnatanian ou Yovnatanian (en arménien : Հովնատանյան) sont une dynastie de peintres arméniens s'étalant de la seconde moitié du XVIIe au XIXe siècle sur cinq générations. Ils se sont illustrés par la réalisation de fresques dans diverses églises d'Arménie orientale, dont la cathédrale d'Etchmiadzin, le siège de l'Église apostolique arménienne, et de portraits de membres de la haute société arménienne de leur époque.
Ces peintres ont contribué de manière importante à la fondation de la peinture arménienne moderne.

## Les peintres Hovnatanian
- Naghach Hovnatan (1661-1722), peintre et poète[5] ;
- Hakob Hovnatanian, son fils[6] ;
- Harutioun Hovnatanian, fils de Hovnatan[6] ;
- Hovnatan Hovnatanian (ca. 1730-1801), petit-fils de Hovnatan[3], fils de Hakob ;
- Mkrtum Hovnatanian (1779-1846[7]), fils du précédent ;
- Hakob Hovnatanian (1806-1881), fils du précédent[3].

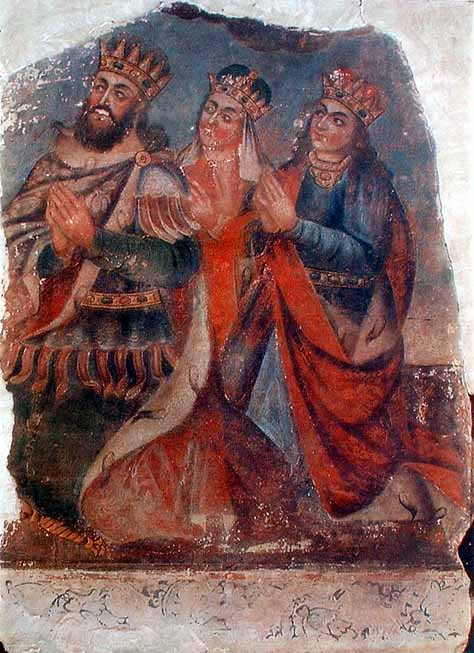
Tiridate, sa femme Achken et sa sœur Khosrovadoucht, Naghach Hovnatan, Galerie nationale d'Arménie[8].
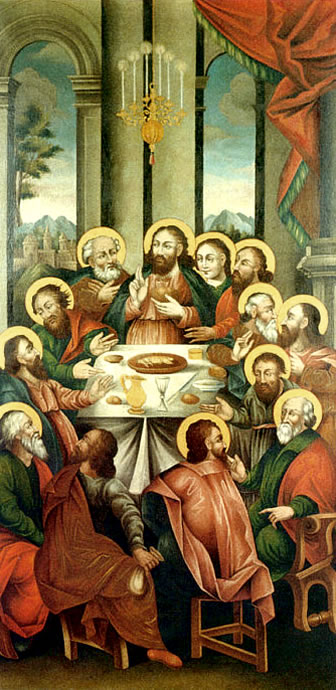
La Dernière Cène, Hovnatan Hovnatanian.
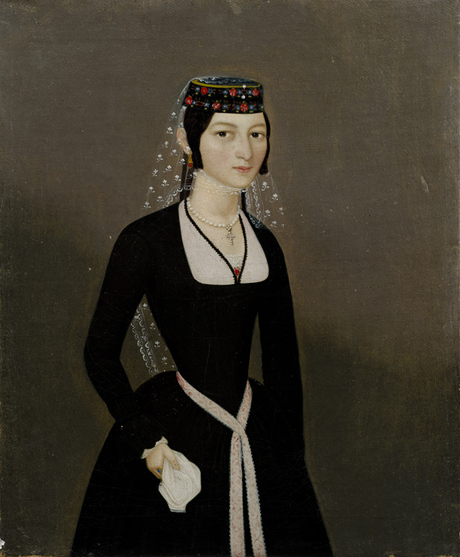
Portrait de Natali Teumian, Hakob Hovnatanian, 1830-1840, Galerie nationale d'Arménie[9].
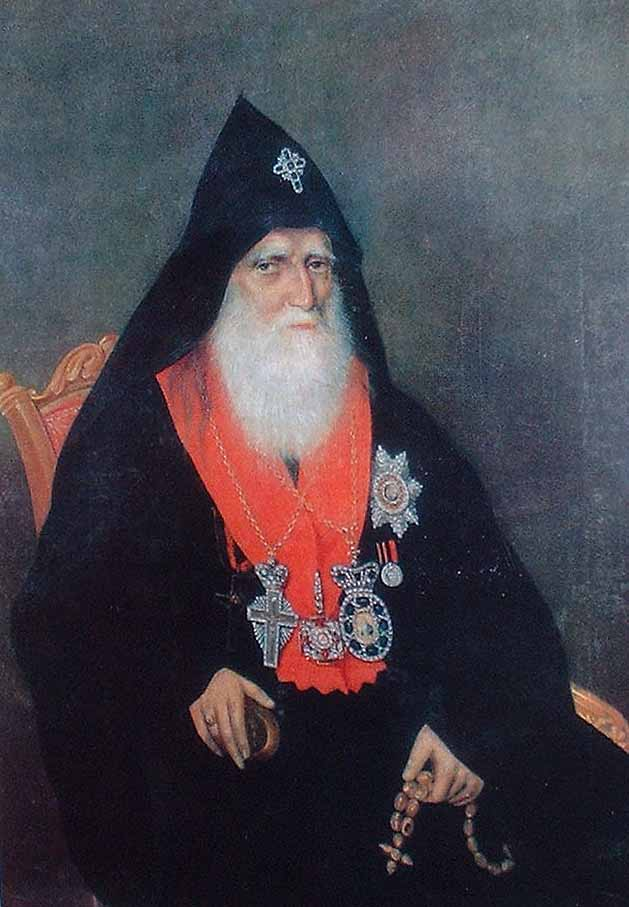
Portrait du Catholicos Nersès Achtaraketci, Hakob Hovnatanian, 1850, Galerie nationale d'Arménie[10].